# ليزلي كوري
ليزلي كوري (بالإنجليزية: Leslie Corrie)‏ هو مهندس معماري أسترالي، ولد في 1859 في هوبارت في أستراليا، وتوفي في 1918 في بريزبان في أستراليا.